# Grand Prix-wegrace van Spanje 1980
De Grand Prix-wegrace van Spanje 1980 was tweede race van wereldkampioenschap wegrace voor motorfietsen in het seizoen 1980. De races werden verreden op 18 mei 1980 op het Circuito Permanente del Jarama in Madrid.

## 500 cc
In Spanje hadden drie Suzuki-fabrieksrijders nieuwe frames met monoshockvering: Graziano Rossi, Randy Mamola en Wil Hartog. De privérijders met Yamaha's hadden nog steeds problemen met stuiterende achterwielen. Hartog had een slechte kwalificatietijd gereden, maar was nog steeds een snelle starter. Bij de eerste doorkomst reed hij als derde achter Kenny Roberts en Marco Lucchinelli. Al binnen enkele ronden viel Skip Aksland, waarbij hij een knieschijf brak. Ook Hartog maakte een tamelijk ernstige val, waarbij hij een rugblessure opliep die hem in het ziekenhuis van Madrid deed belanden. Boet van Dulmen wachtte op onderdelen die zijn Yamaha meer handelbaar moesten maken en besloot de race min of meer op toersnelheid uit te rijden. Hij werd 18e. Intussen reed Lucchinelli enkele ronden aan de leiding, maar toen Roberts echt gas ging geven moest hij al snel afhaken. Mamola werd derde voor Takazumi Katayama, die pas vlak voor het begin van het seizoen zijn Suzuki RG 500 had gekocht omdat het Honda NR 500-project waar hij als testrijder aan werkte op dood spoor zat.

### Uitslag 500 cc
| Pos | Coureur           | Merk     | Ronden | Tijd       | Grid | Punten |
| --- | ----------------- | -------- | ------ | ---------- | ---- | ------ |
| 1   | Kenny Roberts     | Yamaha   | 36     | 55' 59" 57 | 1    | 15     |
| 2   | Marco Lucchinelli | Suzuki   | 36     | +4" 14     | 3    | 12     |
| 3   | Randy Mamola      | Suzuki   | 36     | +18" 75    | 2    | 10     |
| 4   | Takazumi Katayama | Suzuki   | 36     | +22" 20    | 13   | 8      |
| 5   | Barry Sheene      | Yamaha   | 36     | +49" 68    | 8    | 6      |
| 6   | Johnny Cecotto    | Yamaha   | 36     | +53" 50    | 7    | 5      |
| 7   | Franco Uncini     | Suzuki   | 36     | +58" 08    | 4    | 4      |
| 8   | Philippe Coulon   | Suzuki   | 36     | +59" 85    | 11   | 3      |
| 9   | Michel Frutschi   | Yamaha   | 36     | +1' 13" 14 | 12   | 2      |
| 10  | Carlo Perugini    | Suzuki   | 36     | +1' 18" 00 | 9    | 1      |
| 11  | Michel Rougerie   | Suzuki   | 36     | +1' 21" 51 | 17   |        |
| 12  | Graeme Crosby     | Suzuki   | 36     | +1' 21" 91 | 10   |        |
| 13  | Kork Ballington   | Kawasaki | 36     | +1' 24" 93 | 15   |        |
| 14  | Seppo Rossi       | Suzuki   | 35     | +1 ronde   | 22   |        |
| 15  | Jack Middelburg   | Yamaha   | 35     | +1 ronde   | 20   |        |
| 16  | Christian Estrosi | Suzuki   | 35     | +1 ronde   | 25   |        |
| 17  | Hubert Rigal      | Yamaha   | 35     | +1 ronde   | 24   |        |
| 18  | Boet van Dulmen   | Yamaha   | 35     | +1 ronde   | 19   |        |
| 19  | Markku Matikainen | Yamaha   | 35     | +1 ronde   | 31   |        |
| DNF | Sadao Asami       | Yamaha   | 29     |            | 21   |        |
| DNF | Gianni Rolando    | Suzuki   | 21     |            | 26   |        |
| DNF | Patrick Pons      | Yamaha   | 19     | Motor      | 5    |        |
| DNF | Werner Nenning    | Yamaha   | 16     | Motor      | 30   |        |
| DNF | Patrick Fernandez | Yamaha   | 15     | Motor      | 18   |        |
| DNF | Bernard Fau       | Suzuki   | 12     |            | 29   |        |
| DNF | Graziano Rossi    | Suzuki   | 11     | Val        | 6    |        |
| DNF | Sergio Pellandini | Suzuki   | 5      | Motor      | 14   |        |
| DNF | Wil Hartog        | Suzuki   | 2      | Val        | 16   |        |
| DNF | Skip Aksland      | Yamaha   | 2      | Val        | 28   |        |
| DNF | Richard Hubin     | Yamaha   | 2      | Motor      | 27   |        |
| DNF | Christian Sarron  | Yamaha   |        |            | 23   |        |

### Top 10 WK-stand na deze race
| Pos. | Coureur           | Merk   | Ptn. |
| ---- | ----------------- | ------ | ---- |
| 1    | Kenny Roberts     | Yamaha | 30   |
| 2    | Franco Uncini     | Suzuki | 16   |
| 3    | Johnny Cecotto    | Yamaha | 13   |
|      | Takazumi Katayama | Suzuki | 13   |
| 5    | Marco Lucchinelli | Suzuki | 12   |
| 6    | Barry Sheene      | Yamaha | 10   |
|      | Graziano Rossi    | Suzuki | 10   |
|      | Randy Mamola      | Suzuki | 10   |
| 9    | Carlo Perugini    | Suzuki | 7    |
| 10   | Philippe Coulon   | Suzuki | 5    |

## 250 cc
Kork Ballington trainde in de 250cc-klasse als snelste, reed de snelste raceronde en was ook in de race niet te achterhalen. Toni Mang probeerde in het begin van de race nog bij te blijven, maar stelde zich uiteindelijk tevreden met de tweede plaats. Om de derde plaats was er wel strijd tussen Gianpaolo Marchetti, Thierry Espié, Roland Freymond en Jacques Cornu. Daar voegde zich ook Jean-François Baldé bij, die een slechte kwalificatietijd had en zich uiteindelijk naar de vierde plaats wist op te werken, achter Espié. Debutant Cornu werd zesde.

### Uitslag 250 cc
| Pos | Coureur                | Merk             | Tijd       | Grid | Punten |
| --- | ---------------------- | ---------------- | ---------- | ---- | ------ |
| 1   | Kork Ballington        | Kawasaki         | 48' 40" 90 | 1    | 15     |
| 2   | Toni Mang              | Krauser-Kawasaki | +8" 17     | 2    | 12     |
| 3   | Thierry Espié          | Bimota-Yamaha    | +14" 50    | 3    | 10     |
| 4   | Jean-François Baldé    | Kawasaki         | +28" 36    | 24   | 8      |
| 5   | Roland Freymond        | Ad Maiora        | +33" 86    | 4    | 6      |
| 6   | Jacques Cornu          | Yamaha           | +37" 00    | 5    | 5      |
| 7   | Gianpaolo Marchetti    | MBA              | +40" 28    | 13   | 4      |
| 8   | Jean-Louis Guignabodet | Kawasaki         | +40" 86    | 8    | 3      |
| 9   | Carlos Lavado          | Yamaha           | +1' 05" 90 | 7    | 2      |
| 10  | Reinhold Roth          | Yamaha           | +1:14.050  | 9    | 1      |
| 11  | Edoardo Aleman         | Yamaha           | +1:17.180  | 20   |        |
| 12  | Eric Saul              | Bimota-Yamaha    | +1:19.750  | 31   |        |
| 13  | Edi Stöllinger         | Kawasaki         | +1:19.950  | 19   |        |
| 14  | Jean-Louis Tournadre   | Yamaha           | +1:27.440  | 6    |        |
| 15  | Paolo Ferretti         | Yamaha           | +1:35.560  | 22   |        |
| 16  | Alan North             | Yamaha           | +1:36.090  | 10   |        |
| 17  | Pierre Tocco           | Yamaha           | +1 ronde   | 12   |        |
| 18  | José Maria Vallol      | Yamaha           |            | 26   |        |
| 19  | Eero Hyvärinen         | Yamaha           |            | 28   |        |
| 20  | Hans Müller            | Yamaha           |            | 16   |        |
| 21  | Andreas Rubio Pérez    | Yamaha           |            | 18   |        |
| 22  | Tony Head              | Yamaha           |            | 23   |        |
| 23  | André Gouin            | Yamaha           |            | 29   |        |
| 24  | Carlos Morante         | Yamaha           |            | 21   |        |
| DNF | Karl-Thomas Grässel    | Yamaha           |            | 11   |        |
| DNF | Klaas Hernamdt         | Yamaha           | ontsteking | 15   |        |
| DNF | Jean-Marc Toffolo      | Bimota-Yamaha    |            | 17   |        |
| DNF | René Delaby            | Yamaha           | Val        | 14   |        |
| DNF | Graham Young           | Yamaha           |            | 25   |        |
| DNF | Pekka Nurmi            | Yamaha           |            | 27   |        |
| DNF | Bruno Kneubühler       | Yamaha           |            | 30   |        |

### Top 10 WK-stand na deze race
| Pos. | Coureur             | Motorfiets       | Ptn. |
| ---- | ------------------- | ---------------- | ---- |
| 1    | Toni Mang           | Krauser-Kawasaki | 27   |
| 2    | Jean-François Baldé | Kawasaki         | 20   |
| 3    | Thierry Espié       | Bimota-Yamaha    | 18   |
| 4    | Kork Ballington     | Kawasaki         | 15   |
| 5    | Pierluigi Conforti  | Yamaha           | 10   |
| 6    | Erick Saul          | Yamaha           | 6    |
|      | Roland Freymond     | Morbidelli       | 6    |
| 8    | Paolo Ferretti      | Bimota-Yamaha    | 5    |
|      | Jacques Cornu       | Yamaha           | 5    |
| 10   | Edi Stöllinger      | Yamaha           | 4    |
|      | Reinhold Roth       | Yamaha           | 4    |
|      | Giampaolo Marchetti | Yamaha           | 4    |

## 125 cc
Guy Bertin nam in de 125cc-race meteen de leiding, gevolgd door Ángel Nieto, die echter na drie ronden door een vastloper ten val kwam. Pier Paolo Bianchi had twaalf ronden nodig om het gat met Bertin dicht te rijden, maar toen die twee ronden voor het einde door een totaal versleten achterband viel kreeg Bianchi de overwinning min of meer cadeau. Iván Palazzese werd tweede en Bruno Kneubühler derde. De eerste tien plaatsen waren allemaal voor MBA's.

### Uitslag 125 cc
| Pos | Coureur                | Merk       | Tijd       | Grid | Punten |
| --- | ---------------------- | ---------- | ---------- | ---- | ------ |
| 1   | Pier Paolo Bianchi     | MBA        | 45' 36" 02 | 1    | 15     |
| 2   | Iván Palazzese         | MBA        | +11" 77    | 5    | 12     |
| 3   | Bruno Kneubühler       | MBA        | +19" 80    | 4    | 10     |
| 4   | Barry Smith            | MBA        | +29" 12    | 7    | 8      |
| 5   | Ricardo Tormo          | MBA        | +39" 87    | 14   | 6      |
| 6   | Rolf Blatter           | MBA        | +47" 82    | 15   | 5      |
| 7   | August Auinger         | MBA        | +51" 72    | 13   | 4      |
| 8   | Hans Müller            | MBA        | +59" 39    | 6    | 3      |
| 9   | Stefan Dörflinger      | MBA        | +1' 11" 95 | 12   | 2      |
| 10  | Hugo Vignetti          | MBA        | +1' 12" 94 | 16   | 1      |
| 11  | Marcelino Garcia       | Morbidelli | +1 ronde   | 22   |        |
| 12  | Anton Straver          | MBA        |            | 18   |        |
| 13  | Peter Looijesteijn     | MBA        |            | 17   |        |
| 14  | Alfred Waibel          | Morbidelli |            | 28   |        |
| 15  | Gerhard Waibel         | MBA        |            | 27   |        |
| 16  | Matti Kinnunen         | MBA        |            | 25   |        |
| 17  | Per-Edvard Carlsson    | Morbidelli |            | 21   |        |
| 18  | Willy Pérez            | Morbidelli |            | 29   |        |
| 19  | Cees van Dongen        | MBA        |            | 30   |        |
| DNF | Ángel Nieto            | Minarelli  | Vastloper  | 2    |        |
| DNF | Guy Bertin             | Motobécane | Val        | 3    |        |
| DNF | Eugenio Lazzarini      | Iprem      |            | 8    |        |
| DNF | Thierry Noblesse       | MBA        |            | 9    |        |
| DNF | Henk van Kessel        | Condor     | Lekke band | 10   |        |
| DNF | Jean-Louis Guignabodet | Morbidelli |            | 11   |        |
| DNF | Miguel Cortes          | Morbidelli |            | 19   |        |
| DNF | Edi Stöllinger         | MBA        |            | 20   |        |
| DNF | Fernando De Nicolás    | Morbidelli |            | 23   |        |
| DNF | Martin van Soest       | MBA        |            | 24   |        |
| DNF | Tony Smith             | Morbidelli |            | 26   |        |

### Top 10 WK-stand na deze race[2]
| Pos. | Coureur            | Motorfiets | Ptn. |
| ---- | ------------------ | ---------- | ---- |
| 1    | Pier Paolo Bianchi | MBA        | 30   |
| 2    | Bruno Kneubühler   | MBA        | 22   |
| 3    | Iván Palazzese     | MBA        | 18   |
| 4    | Guy Bertin         | Motobécane | 12   |
| 5    | Loris Reggiani     | Minarelli  | 10   |
| 6    | Ángel Nieto        | Minarelli  | 8    |
|      | Hans Müller        | MBA        | 8    |
|      | Barry Smith        | MBA        | 8    |
| 9    | Rolf Blatter       | MBA        | 7    |
| 10   | Ricardo Tormo      | MBA        | 6    |

## 50 cc
In de 50cc-race Jarama startten Rolf Blatter en Henk van Kessel als snelsten, terwijl Eugenio Lazzarini slecht wegkwam. Ricardo Tormo en Stefan Dörflinger vonden al snel aansluiting bij de kop, net als Theo Timmer. Die viel echter toen hij probeerde Blatter uit te remmen. Ook Lazzarini kwam naar voren en nam de leiding, terwijl van Kessel in gevecht kwam met Dörflinger. Dat moest hij opgeven toen hij problemen kreeg met zijn versnellingsbak, terwijl hij vanaf de negende ronde ook al geen koppeling had. Van Kessel wist wel nipt zijn derde plaats tot aan de finish vast te houden.

### Uitslag 50 cc
| Pos | Coureur             | Merk              | Tijd       | Grid | Punten |
| --- | ------------------- | ----------------- | ---------- | ---- | ------ |
| 1   | Eugenio Lazzarini   | Iprem-Kreidler    | 33' 46" 51 | 3    | 15     |
| 2   | Stefan Dörflinger   | Van Veen-Kreidler | +3" 85     | 2    | 12     |
| 3   | Henk van Kessel     | Pentax-X-16       | +5" 44     | 6    | 10     |
| 4   | Rolf Blatter        | Kreidler          | +5" 83     | 5    | 8      |
| 5   | Ricardo Tormo       | Van Veen-Kreidler | +6" 68     | 1    | 6      |
| 6   | Yves Dupont         | ABF               | +26" 32    | 4    | 5      |
| 7   | Jacky Hutteau       | ABF               | +50" 86    | 15   | 4      |
| 8   | Daniel Mateos       | Derbi             | +55" 11    | 13   | 3      |
| 9   | Claudio Lusuardi    | Bultaco           | +56" 22    | 11   | 2      |
| 10  | Wolfgang Müller     | Kreidler          | +1' 18" 91 | 7    | 1      |
| 11  | Enrico Cereda       | DRS               | +1' 21" 13 | 10   |        |
| 12  | Aldo Pero           | Kreidler          | +1' 45" 13 | 23   |        |
| 13  | Hagen Klein         | Horex             | +1' 45" 54 | 17   |        |
| 14  | Ingo Emmerich       | Kreidler          | +1' 56" 60 | 8    |        |
| 15  | Cees van Dongen     | Kreidler          | +1 ronde   | 20   |        |
| 16  | Bruno Di Carlo      | ABF               | +1 ronde   | 21   |        |
| 17  | Jorge Navarette     | Derbi             | +1 ronde   | 22   |        |
| 18  | Joaquín Galí        | Bultaco           | +1 ronde   | 24   |        |
| 19  | Walter Rapolani     | Kreidler          |            | 28   |        |
| 20  | Reiner Koster       | DRS               |            | 25   |        |
| DNF | Theo Timmer         | Bultaco           | Val        | 9    |        |
| DNF | Gerhard Bauer       | Kreidler          |            | 12   |        |
| DNF | Vicente Ferrer      | Bultaco           |            | 14   |        |
| DNF | Gerhard Waibel      | Kreidler          |            | 16   |        |
| DNF | José Antonio Ingles | Kreidler          |            | 18   |        |
| DNF | Gerhard Singer      | Kreidler          |            | 19   |        |
| DNF | José Luis Pereira   | Kreidler          |            | 26   |        |
| DNF | Rudolf Kunz         | Kreidler          |            | 27   |        |
| DNF | Henrique Sande      | Kreidler          |            | 29   |        |
| DNF | Daniel Corvi        | Kreidler          |            | 30   |        |

### Top 10 WK-stand na deze race
| Pos. | Coureur            | Motorfiets        | Ptn. |
| ---- | ------------------ | ----------------- | ---- |
| 1    | Eugenio Lazzarini  | Iprem-Kreidler    | 20   |
| 2    | Henk van Kessel    | Pentax-X-16       | 18   |
|      | Stefan Dörflinger  | Van Veen-Kreidler | 18   |
| 4    | Theo Timmer        | Bultaco           | 12   |
| 5    | Hans-Jürgen Hummel | Kreidler          | 10   |
| 6    | Jacky Hutteau      | ABF               | 9    |
| 7    | Yves Dupont        | ABF               | 8    |
|      | Rolf Blatter       | Kreidler          | 8    |
| 9    | Ricardo Tormo      | Van Veen-Kreidler | 6    |
| 10   | Giuseppe Ascareggi | Minarelli         | 4    |

1950 · 1951 · 1952 · 1953 · 1954 · 1955 · 1957 · 1958 · 1959 · 1960 · 1961 · 1962 · 1963 · 1964 · 1965 · 1966 · 1967 · 1968 · 1969 · 1970 · 1971 · 1972 · 1973 · 1974 · 1975 · 1976 · 1977 · 1978 · 1979 · 1980 · 1981 · 1982 · 1983 · 1984 · 1985 · 1986 · 1987 · 1988 · 1989 · 1990 · 1991 · 1992 · 1993 · 1994 · 1995 · 1996 · 1997 · 1998 · 1999 · 2000 · 2001 · 2002 · 2003 · 2004 · 2005 · 2006 · 2007 · 2008 · 2009 · 2010 · 2011 · 2012 · 2013 · 2014 · 2015 · 2016 · 2017 · 2018 · 2019 · 2020 · 2021 · 2022 · 2023 · 2024 · 2025